# Das Schwarze Auge: Demonicon
Das Schwarze Auge: Demonicon ist ein von den Noumena Studios entwickeltes Action-Rollenspiel, das im Oktober 2013 für Windows durch Kalypso Media veröffentlicht wurde. Der Spieler schlüpft in die Rolle Cairons, der immer wieder brenzlige Situationen entschärfen und dabei auf das Wohl seiner Familie achten soll.

## Vorgeschichte
Zwei Jahrzehnte vor dem Start der eigentlichen Handlung überzog Borbarad, ein mächtiger Magier, den Osten Aventuriens mit Untoten und Verderbnis. Borbarad fiel während einer Schlacht und seine Dämonenkrone, das Symbol seiner Herrschaft, zerbarst. Aus seinem Herrschaftsgebiet entstanden die so genannten Schattenlande. Verschiedene Kriegsherren kämpften um die Schattenlande bis Krieger der Göttin Rondra die Stadt Warunk von Nekromanten und ähnlichem befreiten.
„Vater“, sein wahrer Name wird im Spiel nicht erwähnt, Fergolosch und Parel bildeten zusammen ein Team, das Kleeblatt. Vater verließ es jedoch wegen Azaril, der Hochprophetin der Kirche Borbarads. Azaril wollte ein mächtiges Wesen erschaffen und es unter ihre Kontrolle bringen. Dazu brauchte sie die Hilfe eines Dämons, Zhulgaroth. Der Dämon verlangte jedoch eine Gegenleistung. Azaril sollte dem Dämon sieben Neugeborene darbieten, die sogenannten Erwachten, denen Zhulgaroth starke Kräfte verleihen würde, die sogenannten Gaben. Nach der Erweckung der Gaben der Erwachten werden diese den Zwang haben einander zu töten; alle Gaben werden sich auf eine Person konzentrieren, die der Erste Paladin sein wird. Dieser soll von Azaril kontrolliert werden können. Zhulgaroth sollte die restlichen sechs Seelen als Gegenleistung bekommen.
Azaril wählte sieben Jungfrauen aus und zwei Männer, die diese Kinder zeugen sollten. Vater war einer dieser Männer, er zeugte drei davon, der andere mit Namen Seghal zeugte die restlichen vier. Bei der Zeremonie wurden alle sieben gleichzeitig geboren und Zhulgaroth verlieh ihnen die Gaben. Vater stahl allerdings zwei Babys bei der Zeremonie, wovon eines sein eigener Sohn, Cairon, war und das zweite Baby eine Tochter Seghals, Calandra. Zusätzlich nahm er die Mutter Cairons mit. Azaril war durch die Herbeirufung des Dämons zu geschwächt, um sie aufzuhalten. Azaril musste zum Schutz vor Zhulgaroth sieben Siegel schaffen, um sich vor der Willkür des Dämons zu beschützen.
Vater zog die beiden Kinder auf und tat alles in seiner Macht Stehende, um sie vor Azaril zu verstecken. Ebenso versuchte er zu verhindern, dass die Gaben erwachten. Dies passiert entweder wenn sich das Blut zweier Erwachter vermischt oder sie Geschlechtsverkehr miteinander haben. Beide Kinder wuchsen ohne Wissen über ihre Herkunft oder ihren Gabenbesitz auf. Vater sowie Cairon und Calandra, die nun erwachsen sind, treffen in der Stadt Warunk als Flüchtlinge ein. Was mit der Mutter Cairons passiert ist, wird nicht erklärt. Im Flüchtlingslager wütet eine Seuche, die viele Menschen das Leben kostet. Die Warunker riegeln die Stadt ab, damit sich die Seuche nicht ausbreitet. Die drei sitzen im Flüchtlingslager fest als Falk, ein mächtiger Rondrianer, Calandra heiraten möchte und sie damit Zugang zur Stadt hätten bzw. das Bürgerrecht hätten.

## Handlung
Calandra bemerkt nachts, dass immer wieder Leute von jemandem in den Molchenberg verschleppt werden. Calandra beschließt, demjenigen zu folgen und die Entführten zu befreien. Sie sagt dies jedoch nicht ihrem Vater oder Cairon. Als die beiden bemerken, dass sie verschwunden ist, und sie den Hinweis bekommen, dass sie in den Molchenberg hinabgestiegen ist, befürchten sie, dass sie sich vor der Hochzeit mit Falk drücken wolle. Vater, der vor kurzem ein Bein verloren hat, kann ihr nicht nach, so steigt Cairon alleine in den Molchenberg hinab. Er findet Calandra, doch bei einem Kampf werden beide verletzt. Sie verbinden sich ihre Wunden gegenseitig, was Vater immer strengstens verboten hat, und ihr Blut vermischt sich. Die Gaben erwachen und beide können von nun an zaubern. Sie kämpfen sich schließlich zu dem Entführer vor. Dieser stellt sich als Menschenfresser heraus und ist gerade dabei, einen Entführten zu verspeisen. Cairon besiegt den Menschenfresser. Der Spieler hat dabei die Wahl, ihn zu töten oder ihn laufen zu lassen. Tötet man ihn, sterben die restlichen Gefangenen, da das Gefängnis wegen eines magischen Siegels des Menschenfressers nicht mehr geöffnet werden kann. Lässt man ihn laufen, lässt er die Gefangenen frei und verschwindet.
Cairon und Calandra kehren in das Flüchtlingslager zurück. Beide empfinden etwas füreinander und Calandra bittet Cairon, die Hochzeit zu verhindern. Falk erscheint im Flüchtlingslager und Cairon besteht vor ihm darauf, dass die Hochzeit abgeblasen wird. Falk meint daraufhin, dass sich Cairon in der Stadt abreagieren solle und gibt ihm einen Passierschein, mit dem er zumindest vorübergehend die Stadt betreten darf. Cairon sucht nach einem Weg, das Bürgerrecht für sich und seine Familie zu erlangen, ohne dass Calandra Falk heiraten muss. Fergolosch, der Hauptmann der Stadtwache, und Parel, Anführer einer Schmugglerbande, genannt Kreuzerkartell, können ihm dies ermöglichen. Beide wollen allerdings, dass Cairon ein Bordell, in dem ein Nekromant sein Unwesen treibt, dazu bewegt, sich der Kontrolle entweder der Stadtwache oder des Kreuzerkartells zu unterwerfen. Cairon findet den Nekromanten im Bordell und tötet ihn. Die Besitzerin möchte, dass Cairon entscheidet, wem sie sich anschließt. Beide Optionen haben Vor- und Nachteile für die Stadt.
Cairon und seine Familie bekommen daraufhin das Bürgerrecht von Fergolosch oder Parel. Beide bitten Cairon einen weiteren Auftrag anzunehmen. Ein Magier soll sich entweder in die Obhut der Stadtwache oder des Kreuzerkartells begeben. Beide Seiten wollen verhindern, dass die jeweils andere das Wissen des Magiers ausnutzen kann. Nachdem man sich entschieden hat, wem man den Magier anvertraut, greift entweder das Kreuzerkartell das Waffenhaus der Garde an oder man soll es selbst angreifen. Nachdem man diese Aufgabe bewältigt hat, greift ein Beschwörer das Flüchtlingslager an und verwandelt fast alle in Untote. Der Beschwörer möchte eine Kreatur beschwören, die die Stadt angreifen soll. Cairon scheint ihn zunächst daran zu hindern und der Beschwörer verschwindet.
Stück für Stück findet man während der Aufgaben, die einem gestellt werden, heraus, dass Falk als ein Nebenziel das Oberhaupt der Rondrianer stürzen und seinen Platz einnehmen will. Dazu sollte der Beschwörer einen mächtigen Dämon beschwören, welchen Falk getötet hätte. Der Dämon wird beschworen, jedoch kommt Falk zu spät und Cairon tötet den Dämon. Damit Falk nicht ganz ruhmlos dasteht, verhaftet er den Beschwörer. Falk möchte daraufhin die Hochzeit zwischen ihm und Calandra sofort stattfinden lassen. Cairon stellt Falk in der Kirche und verhindert die Hochzeit. Falks Mutter stellt sich als Azaril heraus, die Falks Gabe erwachen lassen will, indem er Calandra heiratet und mit ihr schläft. Azaril vertraut darauf, dass Falk Cairon bald tötet und schließt mit Calandra einen Pakt, dass, wenn sie mit ihr mitgeht, Cairon und Vater nichts passieren wird. Calandra stimmt trotz des Protestes Cairons zu. Azaril und Calandra verlassen die Stadt, während Cairon und Vater eingesperrt werden. Cairon bricht aus dem Gefängnis aus und tötet Falk im Zweikampf. Falks Gabe geht daraufhin auf Cairon über, was ihn stärker macht.
Cairon nimmt die Spur von Calandra und Azaril auf und begibt sich ins Krallenmoor. Ein angeblicher Heiler hat, kurz bevor die Untoten in Warunk wüteten, eine Gruppe Kranker aus dem Flüchtlingslager ins Krallenmoor geführt. In der Stadt Farnfeld im Krallenmoor bekommt er die Information, dass dieser Heiler, dessen Name Ghamat ist, mit Azaril und Calandra gesprochen hat. Cairon findet heraus, dass die Kranken nicht wie versprochen von der Seuche geheilt, sondern in eine Grube geworfen werden und dort laut den Bewohnern Farnfelds sterben und ihre Erlösung finden. Jedoch fallen die Körper in einen Tunnel und kommen nicht weit der Stadt wieder heraus, als Untote. Ghamat zwingt sie, in einer Ausgrabungsstätte eines alten Volkes nach einem Artefakt zu suchen, das die Heilung für die Seuche verspricht, jedoch nicht für die, die bereits zu Untoten wurden. Cairon tötet schließlich Ghamat und seine Gabe geht auf ihn über. Man hat danach die Möglichkeit, die Ausgrabungen fortzusetzen und die Suche nach diesem Artefakt nicht aufzugeben oder man berichtet den Bewohnern von Ghamats Taten.
Man kehrt nach Warunk zurück, wo Cassio, die leibliche Schwester Cairons, die ebenfalls eine Erwachte ist, auf einen wartet. Sie möchte zusammen mit Cairon den Tötungszwang aufheben. Dazu möchte sie Zhulgaroth rufen und bewirken, dass er diesen aufhebt. Dazu müssen einige Zutaten beschafft werden und jemand, der blutsverwandt mit dem Beschwörer ist, muss sich freiwillig für die Beschwörung opfern. Nachdem Azaril auftaucht und Vater gefangen nimmt, beginnt Cassio gegen Cairon zu kämpfen. Als Cairon Cassio tödlich verwundet, verlässt sie mit Vater Warunk. Mit letzter Kraft offenbart sie ihm, dass nachdem Azaril Vater gefangen genommen hat, nur noch sie als Blutsverwandte übrig ist, die sich opfern könnte, und dass sie deswegen den Kampf begonnen hat. Hätte sie gewonnen, hoffte sie, Cairon hätte denselben Willen gehabt. Cassio stirbt, ihre Gabe geht an Cairon über und er beschwört Zhulgaroth.
Zhulgaroth erzählt Cairon von den sieben Siegeln, die zerstört werden müssen, um den Tötungszwang zu beenden. Diese sind im Kloster, wo er geboren wurde. Zhulgaroth bringt ihn durch ein Portal ins Kloster. Dort trifft Cairon auf Calandra, die Azarils Schülerin wurde, nebenbei die letzten zwei Erwachten getötet hat, von ihr gelernt hat, jedoch insgeheim gegen sie gearbeitet hat. Calandra möchte eine neue Kirche gründen und Azaril aus dem Weg räumen. Cairon findet im Kloster Seghal. Dieser hilft ihm dabei, Vater, der im Kloster ist, zu befreien. Von ihm und Vater erfährt er schließlich die komplette Geschichte seiner Herkunft, Geburt und Gaben. Wenn alle sieben Gaben auf einen Erwachten übergegangen sind, entsteht der „Erste Paladin“. Dieser soll Azaril hörig sein. Zerstört man jedoch die sieben Siegel, die Azaril zum Schutz vor Zhulgaroth erschaffen hat, erlischt der Tötungszwang und man kann die Gaben auf den Erwachten übertragen, ohne dass der Erwachte dafür sterben muss.
Calandra möchte, dass Cairon die neuen Sakramente der Kirche bestimmt, etwa ob das Heiraten erlaubt sein soll. Nachdem er alle Sakramente gewählt hat und sechs der sieben Siegel zerstört hat, trifft er auf Azaril. Sie selbst bewacht das letzte Siegel. Man besiegt sie im Zweikampf und hat die Möglichkeit, sie zu töten oder zu verschonen. Calandras Gabe ist die Fähigkeit Tore zu erschaffen, womit auch ein Dämon von der Sphäre der Dämonen in die Sphäre, worin sich die handelnden Person von DSA befinden, gelangen kann. Calandra öffnet im Molchenberg ein Tor zu Zhulgaroths Sphäre, um ihn zu vernichten. Cairon erkennt aber, dass Zhulgaroth dies von Anfang an geplant hatte, um in die Sphäre der handelnden Personen von DSA zu reisen und dort alles zu vernichten.
Nur der Erste Paladin hat die Macht ihn an der Übertretung der Sphären zu hindern. Der Spieler hat nun die Möglichkeit, entweder Calandra oder Cairon zu opfern. Einer von ihnen überträgt seine Gaben an den anderen, womit dieser dann der erste Paladin wird. Dieser wirft sich Zhulgaroth entgegen und hindert ihn am Durchreisen der Sphären. Der Paladin, und damit die gewählte Person, sterben dabei. Die andere Person verlässt unbeschadet den Molchenberg.

## Spielprinzip

### Allgemeines
In Demonicon steuert der Spieler seine Figur direkt aus einer Third-Person-Perspektive. Es ist nicht möglich, eine bestimmte Klasse etwa Magier, Krieger oder ähnliches zu wählen. Stattdessen stehen ihm alle Fertigkeiten zur freien Auswahl, die er wieder rollenspielüblich durch das Sammeln von einer Art Erfahrungspunkten, im Spiel Abenteuerpunkte und Gabenpunkte genannt, in Kämpfen und Missionen nach eigenen Vorstellungen ausbauen kann. Mit Abenteuerpunkten steigert man seine Attribute, Talente und Waffenfertigkeiten. Mit Gabenpunkten seine Zauber. Stufenaufstiege wie in anderen Rollenspielen üblich, bei denen man seine Punkte verteilen könnte, gibt es nicht. Die Punkte können jederzeit vergeben werden.
Quests und Questreihen lassen sich standardmäßig auf sehr unterschiedliche Weise lösen. Wendet man Cairons Talente, etwa das Überreden, an, ergeben sich in Quests zusätzliche Lösungswege oder Enden. Die Belohnungen variieren je nach Lösungsweg.

### Fertigkeiten

#### Attribute
Es gibt fünf Attribute, die man mit Abenteuerpunkten, kurz AP, steigern kann. Diese Attribute haben jeweils zwei Unterattribute. Steigert man das Hauptattribut, steigert man gleichzeitig die beiden Unterattribute. Steigert man jedoch nur ein Unterattribut, verändert sich das andere Unterattribut nicht.
- Körperkraft: Bestimmt die Höhe des Schadenbonuses und den Attacke Wert
- Gewandtheit: Bestimmt den Paradewert und die Chance, kritische Treffer zu landen.
- Konstitution: Bestimmt die Resistenz gegen Wunden, Vergiftungen, Verbrennungen und die Lebensenergie
- Mut: Bestimmt die Ausdauer, die Höhe der Regeneration der Ausdauer und der Essenz
- Hiebwaffentalent: Bestimmt den Attacke- und Paradewert

Zusätzlich können die Lebensenergie, Ausdauer und Essenz separat gesteigert werden.

#### Talente
Insgesamt gibt es vier Talente, wobei jedes zwei Untertalente hat, deren Steigerung sich wie bei den Attributen verhält.
- Klugheit: Beeinflusst Sagen und Legenden und Pflanzenkunde. Mit Sagen und Legenden können spezielle Informationen über die Spielwelt erlangt werden oder auch neue Gesprächsoptionen freigeschaltet werden. Mit Pflanzenkunde können seltene Pflanzen, die man für das Brauen von Tränken benötigt, aufgesammelt werden.
- Intuition: Beeinflusst Sinnesschärfe und Heilkunde. Mit der Sinnesschärfe könnten Fallen entdeckt und Verstecke aufgespürt werden. Mit Heilkunde wird die Wirkung von Tränken und die Lebensregeneration verstärkt. Ebenso können NPCs geheilt werden, die dafür bestimmt sind.
- Charisma: Beeinflusst Überreden und Feilschen. Mit Überreden können andere Gesprächsoptionen bzw. Questverläufe freigeschaltet werden. Mit Feilschen senken Händler ihre Preise und kaufen zu höheren die Waren des Spielers an.
- Fingerfertigkeit: Beeinflusst Schlösserknacken und Grobschmied. Mit Schlösserknacken können Truhen geöffnet werden. Mit Grobschmied können Fallen entschärft und Tore und Hebel betätigt werden.

Jedes Untertalent kann durch Ausrüstungsgegenstände gesteigert werden.

#### Waffenfertigkeiten
Mit den Waffenfertigkeiten können spezielle Manöver ausgeführt werden, die Ausdauer verbrauchen. Insgesamt gibt es vier Waffenfertigkeitsbäume, die teilweise miteinander verzweigt sind: Klingenwaffen, Hiebwaffen, Paraden und Ausweichen. Jedes Manöver bietet zusätzlich zwei Optimierungsvarianten, die beide gewählt werden können, etwa dass ein Manöver weniger Ausdauer verbraucht und ebenfalls mehr Schaden verursacht.

#### Zauber
Der Spieler hat die Möglichkeit, durch die Vergabe von Gabenpunkten neue Zauber aus vier Zauberbäumen zu wählen. Diese sind allerdings nicht so wie teilweise die Waffenfertigkeiten miteinander verzweigt. Jedoch hat jeder Zauber wie die Waffenfertigkeiten zwei Optimierungsvarianten, die beide gewählt werden können. Die Zauberbäume bestehen aus Eiszaubern, Feuerzaubern, Krankheitszaubern und Dämonische-Aura-Zaubern.

## Entwicklung
Die Entwicklung des Spiels wurde ursprünglich unter The Games Company durch deren Tochterstudio Silver Style Studios begonnen. Nach der Insolvenz von TGC übernahm Kalypso das Projekt und 17 Mitarbeiter, die unter der neuen Firmierung Noumena Studios das Spiel weiterentwickelten. Ursprünglich waren auch Fassungen für die Konsolen Xbox 360 und PlayStation 3 geplant. Die Arbeiten an der Xbox-Fassung wurden im Mai 2014 offiziell für eingestellt erklärt, die weiterhin geplante PS3-Fassung seither nie veröffentlicht.

## Rezeption
Das Spiel erhielt gemischte Wertungen (Metacritic: 61 von 100 (Win), Gamerankings: 63 %) und wurde in den deutschsprachigen Magazinen mehrfach mit der Gothic-Reihe und Oblivion verglichen.
Die Fachzeitschrift GameStar lobte in ihrem Test die starken, storybetonten Hauptmissionen und die moralischen Entscheidungen. Bereits im Prolog wird dem Spieler mit Kannibalismus, Inzest und Totenkulten starker Thementobak zugemutet, der jedoch zum Weiterspielen ermutige. Das Spiel würde ein überzeugendes DSA-Gefühl vermitteln. Die Engine sei jedoch hoffnungslos veraltet. Es gäbe matschige Texturen, spärliche Spezialeffekte und detailarme Objekte. Demonicon soll ein wenig an die ersten zwei Teile der Gothic-Serie erinnern. Die Spielwelt sei jedoch nicht so groß und frei wie in Skyrim.
Die PC Games erkannte an, dass die Geschichte zu Beginn zwar konfus wirke, DSA-Spieler sie jedoch zu schätzen wüssten. Durch das Lexikon, das Hintergrundinformationen liefert, verstehe man nach und nach die Zusammenhänge der Spielwelt. Ebenso wurden die moralischen Entscheidungen und die gute bis sehr gute Vertonung gelobt. Bemängelt wurden die Kämpfe, die überwiegend nach dem gleichen Muster ablaufen, und die technisch schwache Präsentation.
Die Seite Gamona meint, das Demonicon genau das ist, was die Seite erwartet hat: eine düstere Rollenspielaction mit Ecken und Kanten. Die Massen an Informationen, die einem innerhalb des Spiels bereitgestellt werden, sei vergleichbar mit The Elder Scrolls. Als Fan von DSA sollte man zumindest einen kleinen Blick riskieren, da sich hier mehr als ein weiteres Rollenspiel ohne Tiefgang verbirgt. Bemängelt wurde etwa das hakelige Kampfsystem und die unschöne Steuerung.
Die Seite 4Players lobte die freie Charakterentwicklung und dass man Entscheidungen mit Auswirkungen treffen kann. Die Geschichte jedoch werde so plump erzählt, dass man daraus eine Fantasyserie für den deutschen Fernsehsender RTL II schaffen könnte. Weitere Kritikpunkte seien etwa die grottenschlechte Feind-KI und das unfassbar schlechte Kampfsystem.
Das Spieleportal Gameswelt lobte die sehr vielschichtige und spannende Hintergrundgeschichte sowie die spannende Verbindung von Magie, Charakter und Geschichte. Es übernehme Teile von Mass Effect, The Witcher, Risen und Dragon Age, aber schaffte es trotzdem sein eigenes Flair zu versprühen. Insgesamt sei es jedoch fern von AAA-Titeln. Bemängelt wurden etwa die stellenweise eintönigen Standardkämpfe.
Das Portal Looki lobte die starke Charakterentwicklung und die abwechslungsreichen Quests, die jedoch keinen Innovationspreis gewinnen könnten. Ebenso sei die DSA-Atmosphäre garantiert. Bemängelt wurde das zu leichte Kampfsystem und die veraltete Engine.
Von Computer Bild Spiele wurden die düstere, erwachsenengerechte Spielwelt und die originelle Geschichte gelobt. Kritisiert wurden die mit der Zeit etwas monotonen Kämpfe.